# Семёнов, Александр (музыкант)
Александр Семёнов (настоящее имя Александр Семенников) (18 сентября 1960 года, Свердловск, СССР — 19 августа 2017 года, Москва) — советский и российский музыкант, продюсер, бас-гитарист, автор музыки, вокалист. Выступал в группах «Юта», «Михална», а с 2009 года стал лидером группы «Рабфак». Группа получила известность благодаря таким песням, как «Новая песня о милиции», «Наш дурдом голосует за Путина», «Новая песня о Сталине», «Новая песня о Родине», «Новая песня о евреях» («Hamas Must Die»). Выступал с концертами в разных странах.

## Биография
Александр Семёнов учился на факультете журналистики УрГУ. Играл на бас-гитаре в джаз-рок-группе «Перекресток», а затем в «Апрельском марше». Создал телевизионную программу «Засада» (сначала она шла на НТВ, а потом на ДТВ). Он был продюсером певицы Юты и поп-группы «Михална».
В 2009 году Александр Семенов совместно с поэтом Александром Елиным основал группу «Рабфак». С 2010 до конца 2016 года активно выступал с концертами, в том числе гастролировал в Израиле. Летом 2014 года, во время операции «Нерушимая скала» активно поддержал Израиль. 11 апреля 2013 года, а затем и 29 августа 2014 года выступил в составе группы «Рабфак» с концертом в тель-авивском клубе «Гагарин».
22 августа 2017 года был найден мёртвым на съёмной квартире. Накануне Александр Елин сообщил, что трое суток не мог выйти с ним на связь, а полиция отказывается вскрывать дверь в отсутствии владельца квартиры.